# Stazione di Essex Road
La stazione di Essex Road è una stazione ferroviaria situata lungo la linea Northern City, a Islington nel borgo londinese omonimo.
Concepita e costruita come una stazione della metropolitana di Londra, ne fece parte fino al 1975, tanto da essere l’unica stazione sotterranea londinese unicamente ferroviaria.

## Movimento
La stazione è servita da otto coppie di treni di Great Northern all'ora.

Con l'acquisizione da parte di Great Northern Thameslink della gestione del traffico sulla linea, a partire dal 2015, sono stati introdotti nuovi servizi nelle ore serali e nei fine settimana.

## Interscambi
Nelle vicinanze della stazione effettuano fermata alcune linee urbane automobilistiche, gestite da London Buses.
- Fermata autobus